# Chlorurus enneacanthus
Chlorurus enneacanthus är en fiskart som först beskrevs av Lacepède 1802.  Chlorurus enneacanthus ingår i släktet Chlorurus och familjen Scaridae. IUCN kategoriserar arten globalt som livskraftig. Inga underarter finns listade i Catalogue of Life.